# Parafia św. Michała Archanioła w Ostrowsku
Parafia św. Michała Archanioła w Ostrowsku – parafia rzymskokatolicka należąca do dekanatu Nowy Targ, archidiecezji krakowskiej.
Jest to trzecia najstarsza wiejska parafia na Podhalu, założona przez cystersów w 1260. Obejmowała Łopusznę, Harklową, część parafii spiskich i liczne wsie, aż do Bukowiny Tatrzanskiej. W 1746 dzierżawca ufundował drewniany kościół, który spłonął 2 listopada 1915. Budowę obecnego kościoła zapoczątkował ks. Stanisław Miernik. Kościół został wzniesiony poza wsią, aby ułatwić wiernym z innych parafii dotarcie do niego. W głównym ołtarzu znajduje się obraz Matki Bożej Nieustającej Pomocy, który zaraz po wybudowaniu kościoła został poświęcony przez ojców redemptorystów. Boczny ołtarz, w którym znajduje się grób Pański, jest poświęcony św. Józefowi. Wnętrze kościoła stanowią freski przedstawiające świętych na sklepieniu oraz fresk przedstawiający zesłanie Ducha Świętego oraz Michała Archanioła, patrona świątyni, w nawie głównej. Wyposażenie kościoła jest drewniane z góralskimi rzeźbieniami wykonanymi przez miejscowego artystę. Obecnie na cmentarzu trwa budowa kaplicy zainicjowana przez ks. Stanisława Barcika (proboszcza parafii). Poświęcenia dokonał ks. bp Józef Guzdek 24 maja 2010. 
Odpust parafialny odbywa się zawsze w ostatnią niedzielę września.
Proboszczem od października 2020 jest ks. mgr Krzysztof Karnas. 